# Tony Ganios
Tony Ganios est un acteur américain né le 21 octobre 1959 à Brooklyn (New York) et mort le 18 février 2024 dans la même ville.

## Biographie
Tony Ganios naît le 21 octobre 1959 à Brooklyn.

## Filmographie
- 1979 : Les Seigneurs (The Wanderers) : Perry LaGuardia
- 1981 : Back Roads : Bartini
- 1981 : Continental Divide, de Michael Apted : Max Bernbaum
- 1982 : Porky's :  Meat Tuperello (La trompe)
- 1983 : Porky's II: The Next Day : Meat Tuperello (La trompe)
- 1984 : Body Rock : Big Mac
- 1985 : Porky's Contre-Attaque (Porky's Revenge) : Meat Tuperello (La trompe)
- 1990 : 58 minutes pour vivre (Die Hard 2) : Baker
- 1991 : La Prise de Beverly Hills (The Taking of Beverly Hills) : EPA Man
- 1992 : Les Nouveaux mousquetaires (Ring of the Musketeers) (TV) : Tony
- 1993 : Soleil levant (Rising Sun) de Philip Kaufman : Perry